# Kizumomo
Kizumomo (キズモモ。?), también conocida como Bruised Peach, es una película japonesa dirigida por Tōru Yamamoto, estrenada el 6 de septiembre de 2008. Fue protagonizada por Tōru Baba y Yūta Furukawa.

## Argumento
Aki Tomita (Tōru Baba) es un joven que ama la libertad, sin embargo, pasa sus días en un constante letargo desde que su mejor amigo y compañero de la infancia, Yūto (Yūta Furukawa), falleció tras ser arrollado por un vehículo dos años atrás. Aki trabaja a medio tiempo en una pequeña tienda de comestibles, aunque de vez en cuando suele realizar largos viajes con su bicicleta puesto que se ve incapaz de permanecer en un mismo sitio por mucho tiempo. Durante uno de estos viajes, Aki ayuda a una mujer a cargar sus maletas. La mujer, Yoshiko (Kaoru Mizuki), le invita a pasar la noche en su casa como agradecimiento, pero Aki se niega. Poco después, la cadena de su bicicleta se rompe y Aki no tiene más opción que aceptar la invitación de Yoshiko. 
Yoshiko recibe a Aki con los brazos abiertos, a pesar de que este le asegura que sólo está allí por herramientas para reparar su bicicleta. Yoshiko vive con su marido, el famoso relojero Miki Yumiya (Junkichi Orimoto) y el aprendiz de este, Masaya (Yūta Furukawa), quien para gran sospresa de Aki, luce exactamente igual a Yūto. El parecido de Masaya con Yūto lleva a Aki a ceder a pasar la noche con la familia, pero pronto descubre que el parecido entre ambos no va más allá de lo físico, y que Masaya es alguien frío y ambicioso. Aki no puede evitar sentirse decepcionado y decide irse lo antes posible.
Sin embargo, cuando Aki está a punto de irse, Yoshiko cae de las escaleras y se fractura el tobillo. Debido a esto, Aki decide posponer su partida para así ayudar a la familia, para gran pesar de Masaya. Aki y Masaya son polos opuestos y como tal no se llevan bien, sin embargo, su relación mejora cuando Masaya comienza a percatarse del sufrimiento interno de Aki. Finalmente, Masaya descubre el triste pasado de Aki, que se suponía era un secreto.

## Reparto
- Tōru Baba como Aki Tomita
- Yūta Furukawa como Masaya Saitō / Yūto Yasui
- Kaoru Mizuki como Yoshiko Yumiya
- Junkichi Orimoto como Miki Yumiya
- Ryūnosuke Kawai como Ryō Satomi
- Masahiro Kōmoto como Gerente
- Katsuya Kobayashi como Yōsuke Sasaki